# Proszyce
Proszyce est une localité polonaise de la gmina de Grębocice, située dans le powiat de Polkowice en voïvodie de Basse-Silésie.